# Rouiba
Rouiba är en ort i Algeriet.   Den ligger i provinsen Alger, i den norra delen av landet, 21 km öster om huvudstaden Alger. Rouiba ligger 16 meter över havet och antalet invånare är 20 742.

## Terräng och klimat
Terrängen runt Rouiba är platt.Runt Rouiba är det tätbefolkat, med 331 invånare per kvadratkilometer. Närmaste större samhälle är Boumerdès, 17,7 km öster om Rouiba. Trakten runt Rouiba består till största delen av jordbruksmark.